# 半人馬座V828
半人馬座V828，又名CD-40 8373，HD 122532、SAO 224641、HR 5269，是半人馬座的一颗恒星，视星等为6.11，位于銀經317.16，銀緯19.45，其B1900.0坐标为赤經13h 57m 21.7s，赤緯-40° 19.45′ 28″。